# كبريتيت

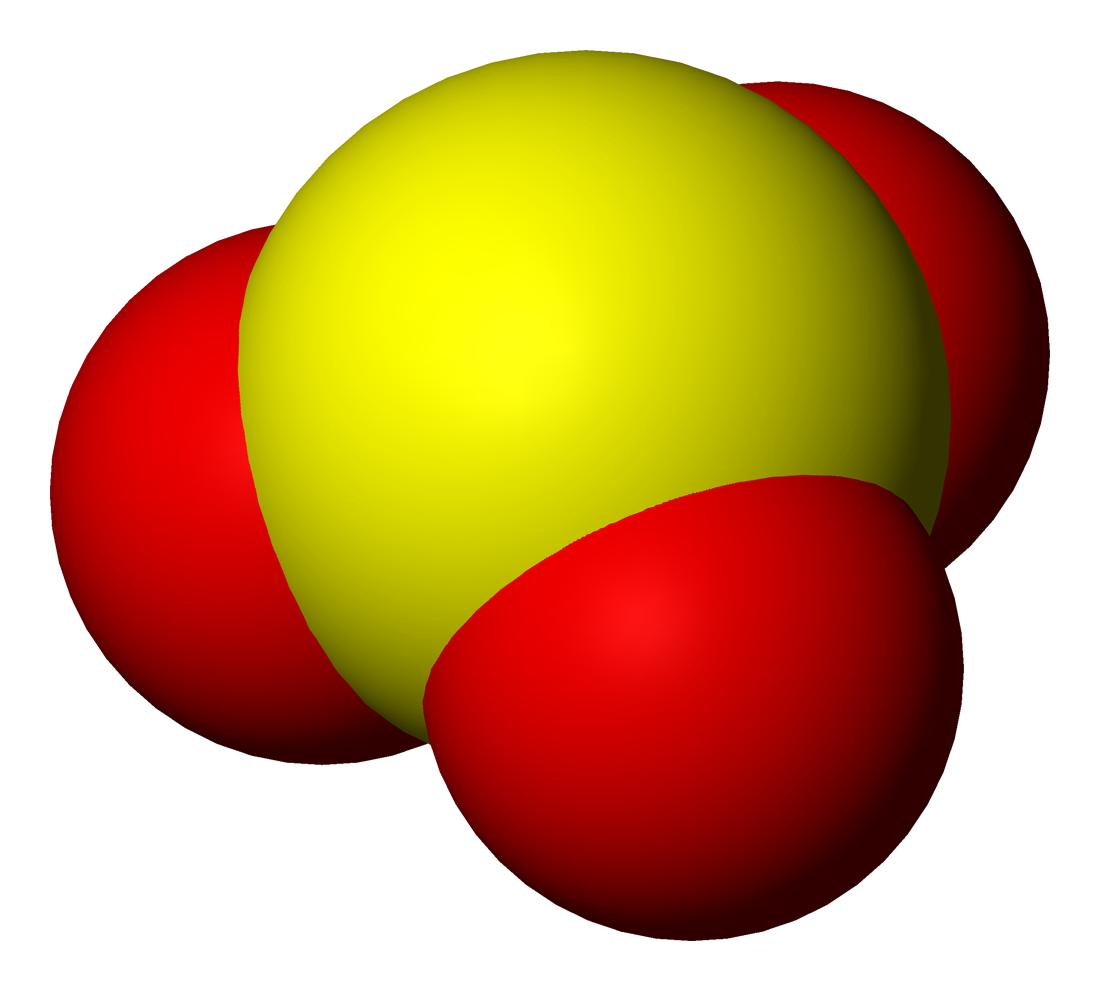
نموذج للتركيب البنائي لأنيون الكبريت.

سلفيت أوسلفايت هي مركبات تحتوي على أيون الكبريت (أو أيونات الكبريتات (IV)، من اسمها النظامي الصحيح)، SO2−3. أيون الكبريت هو القاعدة المتقاربة للبيسلفيت. على الرغم من أن حمضه (حمض الكبريتيك) بعيد المنال،  فإن أملاحه تستخدم على نطاق واسع.
الكبريتات هي مواد تحدث بشكل طبيعي في بعض الأطعمة وجسم الإنسان. كما أنها تستخدم إضافات غذائية منظمة.